# Telenassa elaphina
Telenassa elaphina är en fjärilsart som beskrevs av Johannes Karl Max Röber 1913. Telenassa elaphina ingår i släktet Telenassa och familjen praktfjärilar. Inga underarter finns listade i Catalogue of Life.